# Влашин
Влашин (рум. Vlașin) — село у повіті Джурджу в Румунії. Входить до складу комуни Скіту.
Село розташоване на відстані 42 км на південний захід від Бухареста, 23 км на північ від Джурджу.

## Населення
За даними перепису населення 2002 року у селі проживала 621 особа, усі — румуни. Усі жителі села рідною мовою назвали румунську.